# 五人の兄妹 (1939年の映画)
『五人の兄妹』（ごにんのきょうだい）は、1939年に公開された吉村公三郎監督の日本映画。

## スタッフ
- 監督 - 吉村公三郎[1]
- 原作 - 木下恵介[1]
- 脚本 - 木下恵介[1]
- 撮影 - 生方敏夫[1]
- 美術 - 周襄吉[3]
- 音楽 - 早乙女光[1]
- 録音 - 前田嗣利[2]
- 編集 - 浜村義康[3]
- 現像 - 佐々木太郎[2]

## キャスト
- 藤野秀夫 - 北川徳太郎[3]
- 葛城文子 - 妻お近[3]
- 笠智衆 - 長男健一郎[3]
- 日守新一 - 次男要二[3]
- 伊東光一 - 三男良三[3]
- 磯野秋雄 - 四男四郎[3]
- 大塚君代 - 妹すえ子[3]
- 岩田祐吉 - 石岡孫次郎[3]
- 上山草人 - 清岡代議士[3]
- 水島亮太郎 - 老爺久作[3]
- 坂本武 - 大勝堂主人[3]
- 東山光子 - 娘由紀子[3]
- 細川俊夫 - 学友佐武[3]
- 森川まさみ - 要二の妻房子[3]
- 忍節子 - おぬい[3]
- 奈良真養 - 社長[3]
- 大山健二 - 工場長[3]
- 久保田勝巳 - 大野屋[3]
- 高松栄子 - 髪結い[2]
- 西村青児 - 主任早川[3]
- 緒方喬 - 職工山田[2]
- 飯島善太郎 - 小僧安どん[3]
- 羽田登貴子 - 女工光子[2]
- 河原侃二 - 刑事[3]
- 宮島健一 - 鈴木[3]
- 小林十九二 - 字の上手な男[3]
- 二木進 - 字の上手な男B[2]
- 仲英之助 - 字の上手な男C[2]
- 青木富夫 - 要二の少年時代[3]
- 葉山正雄 - 良三の少年時代[3]
- 横山準 - 四郎の少年時代[3]
- 長船フジヨ - すえ子の少女時代[3]